# Calculatrice
Pour les articles homonymes, voir Calculatrice et Calculette.
Ne doit pas être confondu avec Calculatrice programmable ou Ordinateur.

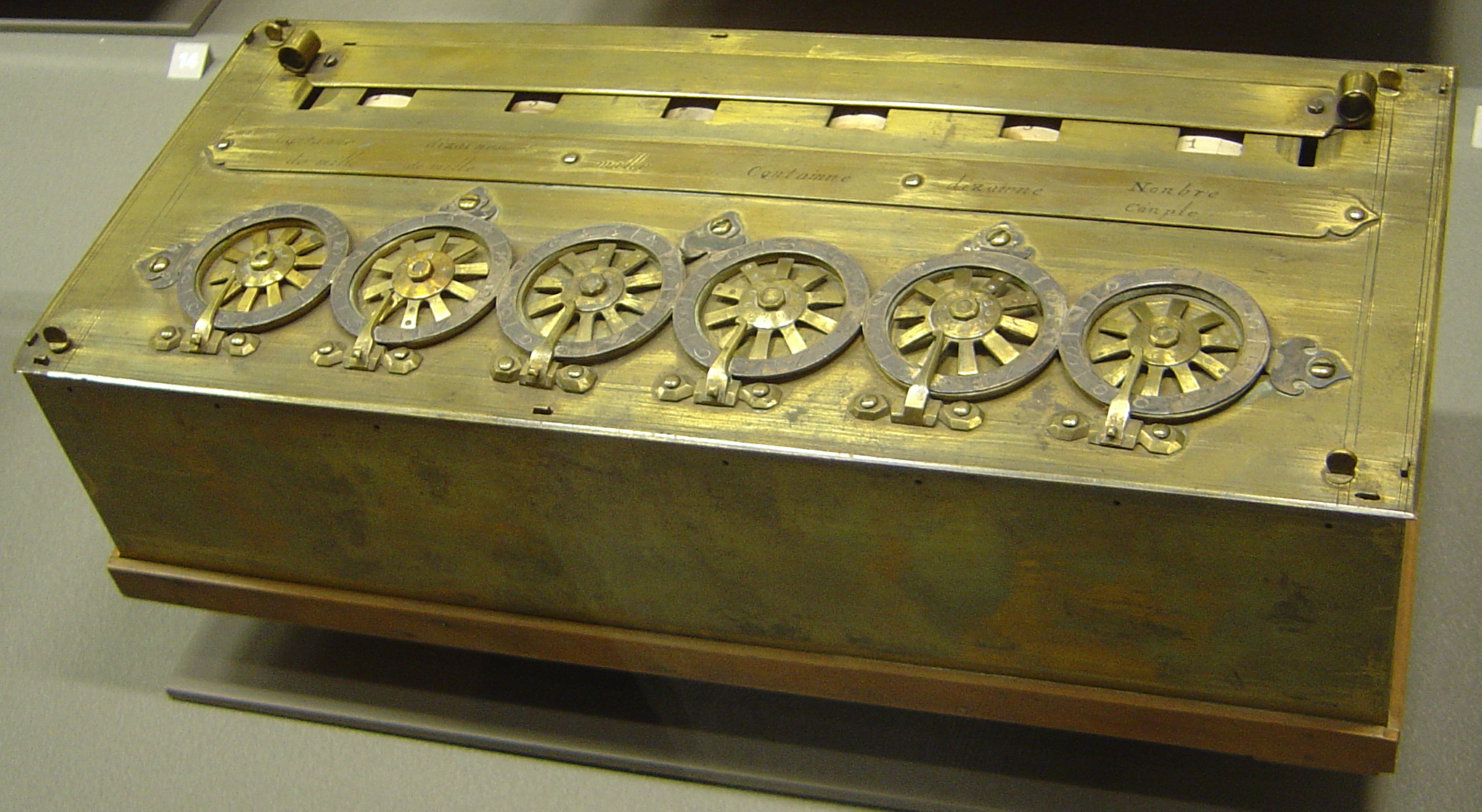
Une pascaline. Inventée au XVIIe siècle, c'est la première calculatrice mécanique.

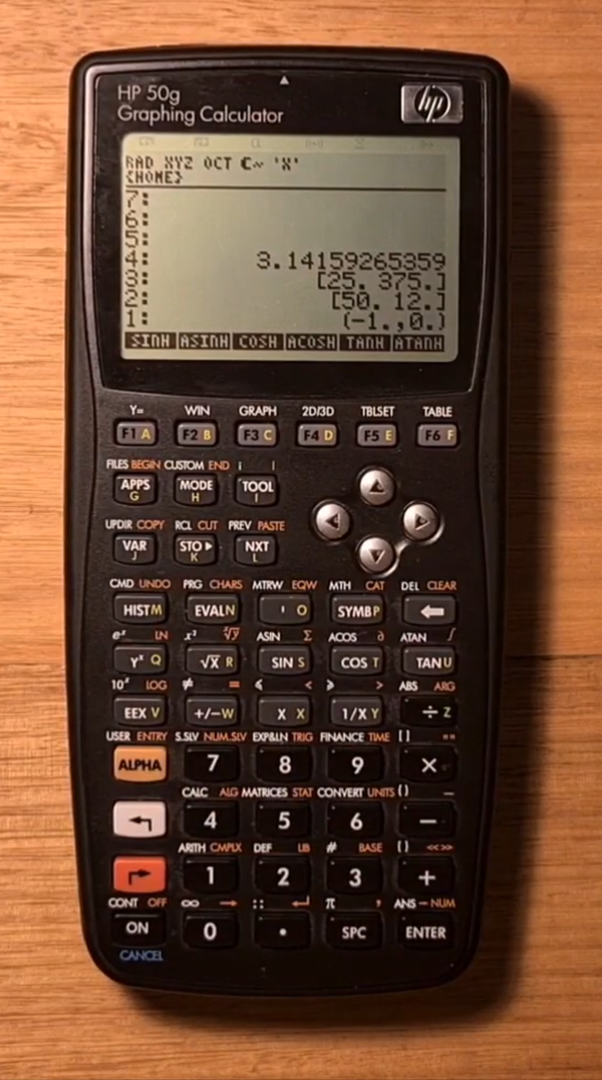
Une calculatrice HP 50g.

Une calculatrice ou calculette (terme souvent considéré comme péjoratif par les fabricants) est une machine conçue pour simplifier et fiabiliser des opérations de calcul. D'abord mécanique, puis électromécanique, la machine à calculer est devenue électronique dans les années 1960, avec l'introduction de la première machine à calculer électronique en 1961, suivie d'une miniaturisation accélérée des circuits intégrés.
Les machines les plus simples se limitent aux quatre opérations arithmétiques usuelles, tandis que les calculatrices programmables les plus sophistiquées disposent d'une expressivité équivalente aux ordinateurs (voir Machine de Turing et Turing-complet).

## Calculatrices mécaniques
Bien qu'il n'y ait pas, à proprement parler, de filiation technologique entre les calculatrices mécaniques et les calculatrices électroniques, il n'est pas inutile d'évoquer ici les outils utilisés pour le calcul avant l'arrivée des calculatrices, ni de rappeler que cette arrivée sur le marché a stoppé net la fabrication des calculatrices mécaniques et électromécaniques ainsi que des instruments comme la règle à calcul.
En 1645, la première machine à calculer, introduite au grand public, la pascaline, fait son apparition pour les additions et soustractions. Inventée par Blaise Pascal, elle lance le développement des machines à calculer.
En 1673, Leibniz présente une machine à multiplier où une partie mobile se décale à chaque fois d'un cran vers la gauche (comme pour une multiplication à la main).
En 1820, Thomas de Colmar invente la première machine à calculer industrielle, l'arithmomètre, et la commercialise en 1851. Le calcul des racines carrées figure dans son mode d'emploi.
Inventé aux États-Unis par Dorr E. Felt en 1887, le Comptomètre, ou Comptometer est la première machine à calculer à clavier direct à avoir connu un succès commercial réel, tel qu'elle était toujours commercialisée dans les années 1960, et transformée en version électromécanique puis électronique à tube.
Entre 1820 et 1940, des milliers de brevets sont pris pour des machines mécaniques, actionnées manuellement ou grâce à un moteur électrique.
Vers 1901, les premières machines à dix touches font leur apparition aux États-Unis.
En 1948, est introduite la Curta (machine à calculer portative ayant l'ergonomie d'un moulin à poivre, et une manivelle de moulin à café) capable d'effectuer les quatre opérations de base et les racines carrées.

Quelques calculatrices manuelles
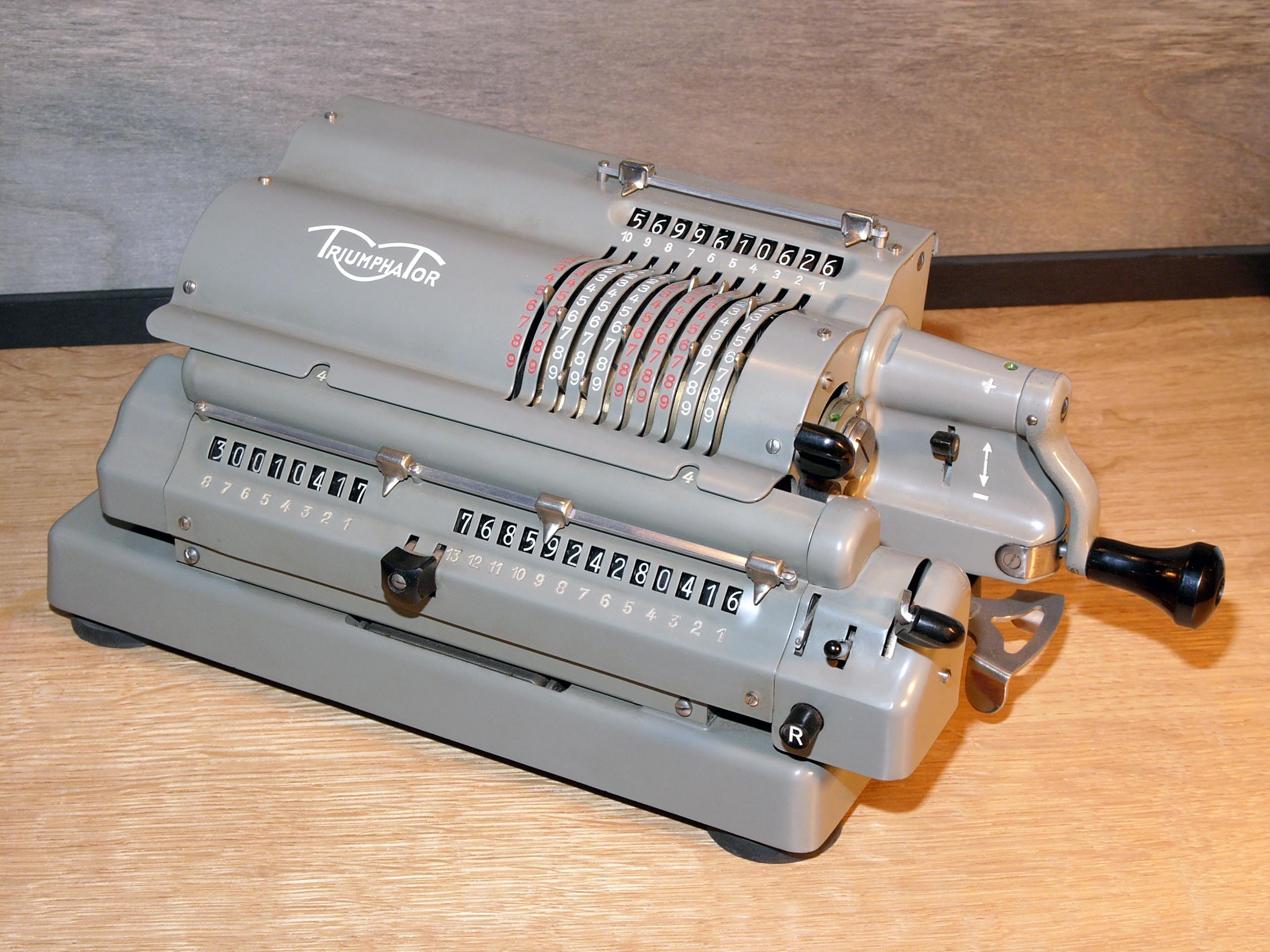
Triumphator CRN1 (calculatrice à curseurs), 1958.
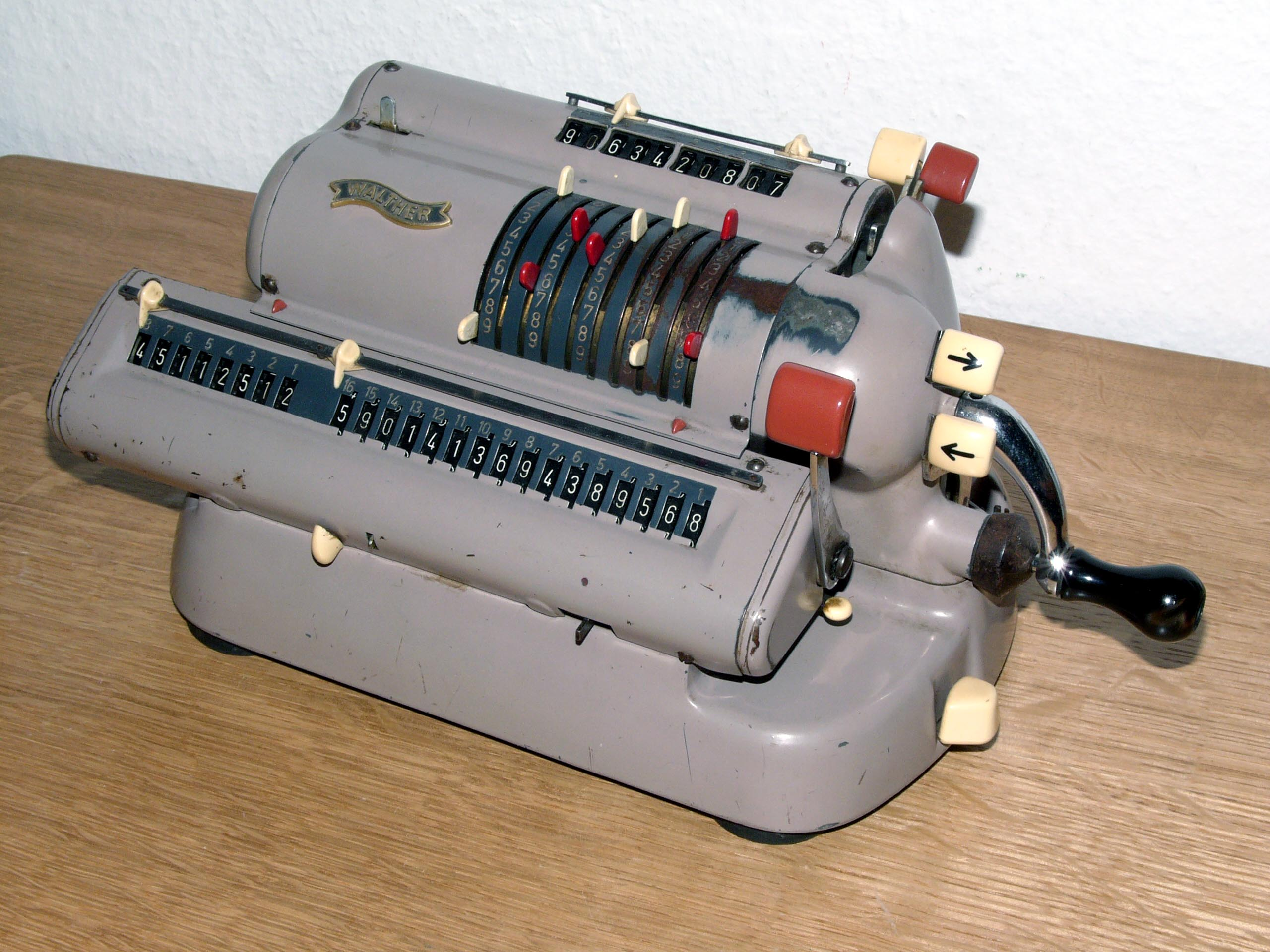
Walther WSR160 (calculatrice à curseurs), 1960.
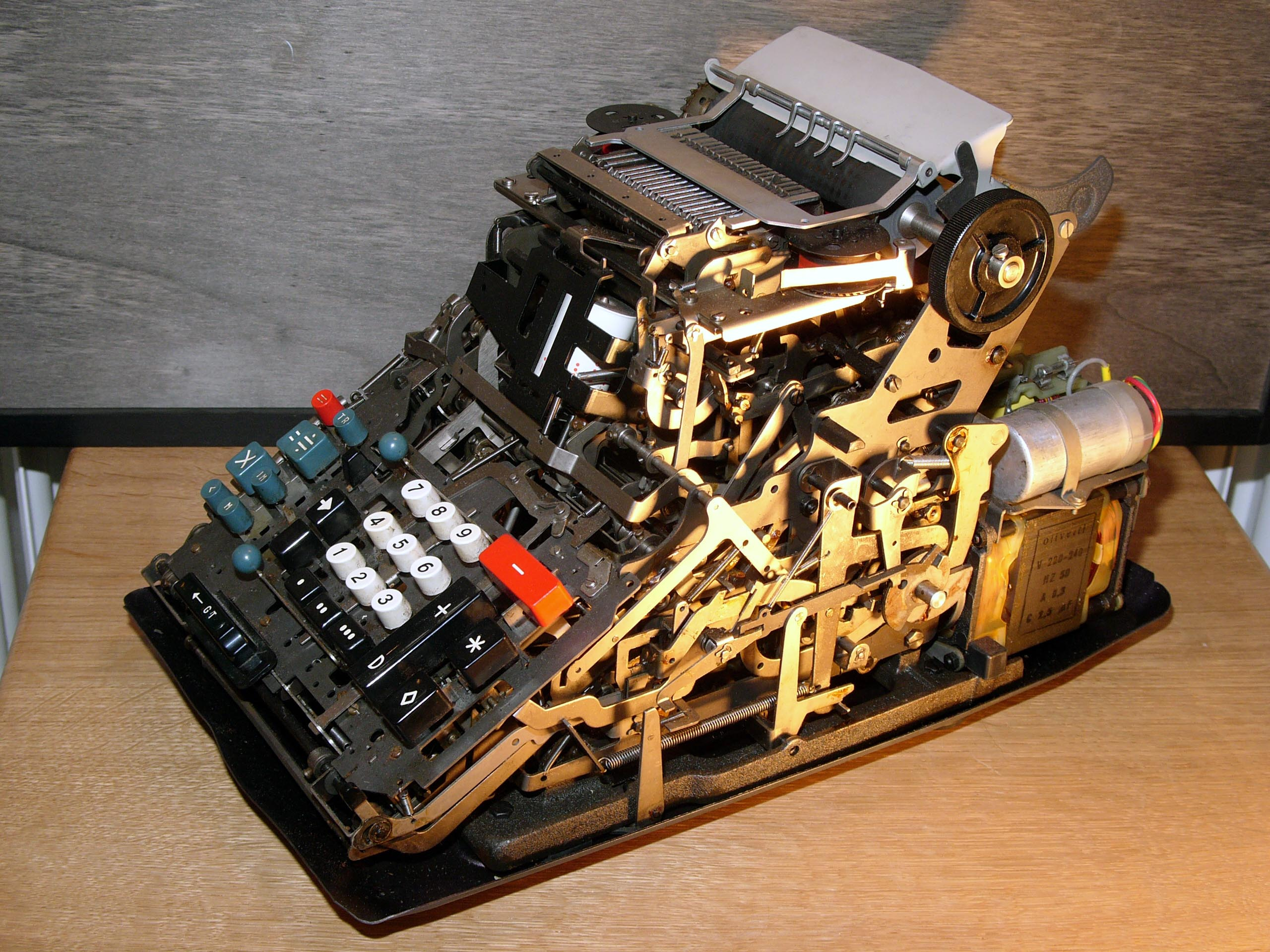
Olivetti Divisumma 24 (« 4 opérations » imprimante électrique) (le capot est enlevé pour montrer la mécanique.), 1964.
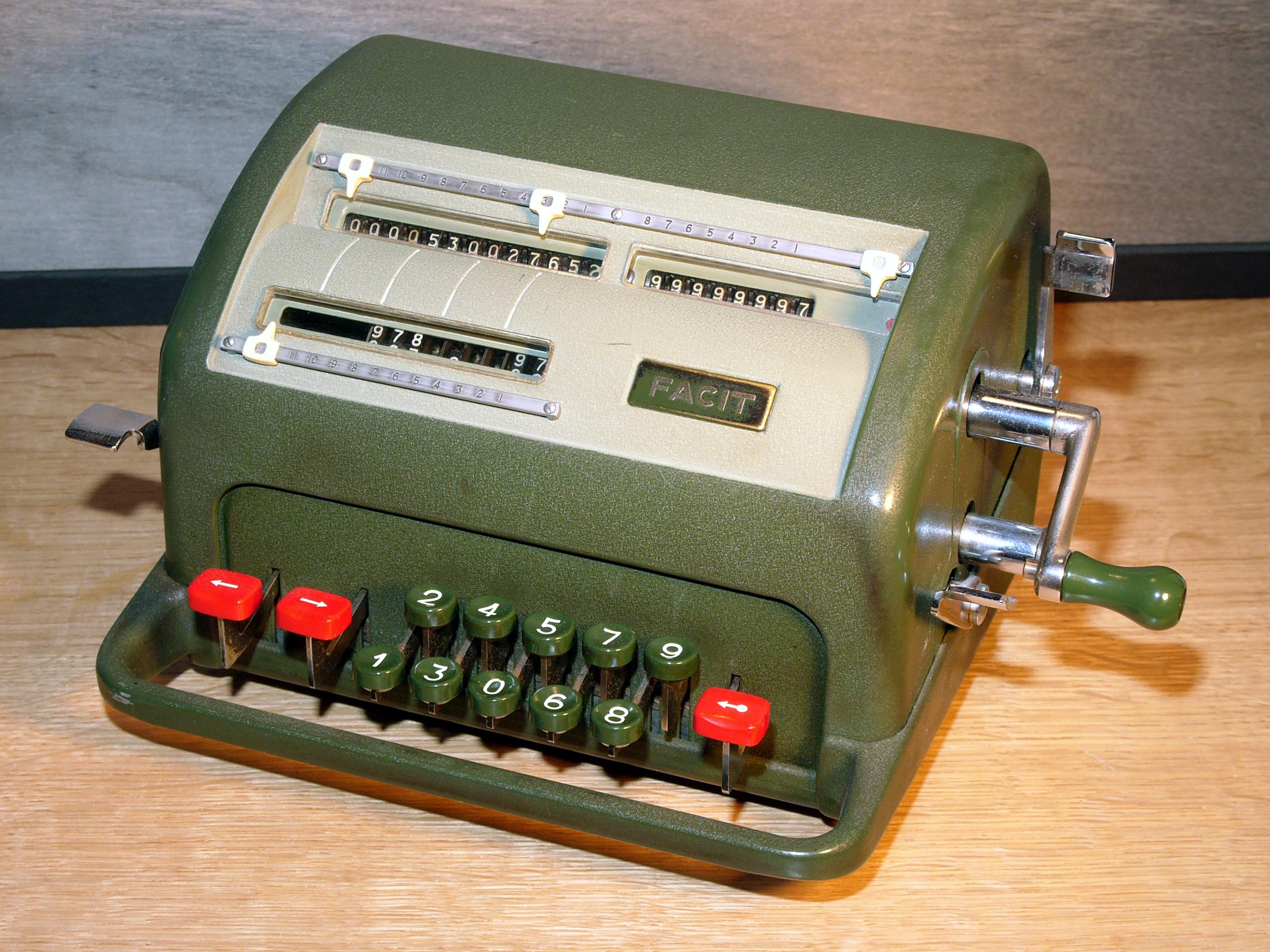
Facit NTK, 1964.
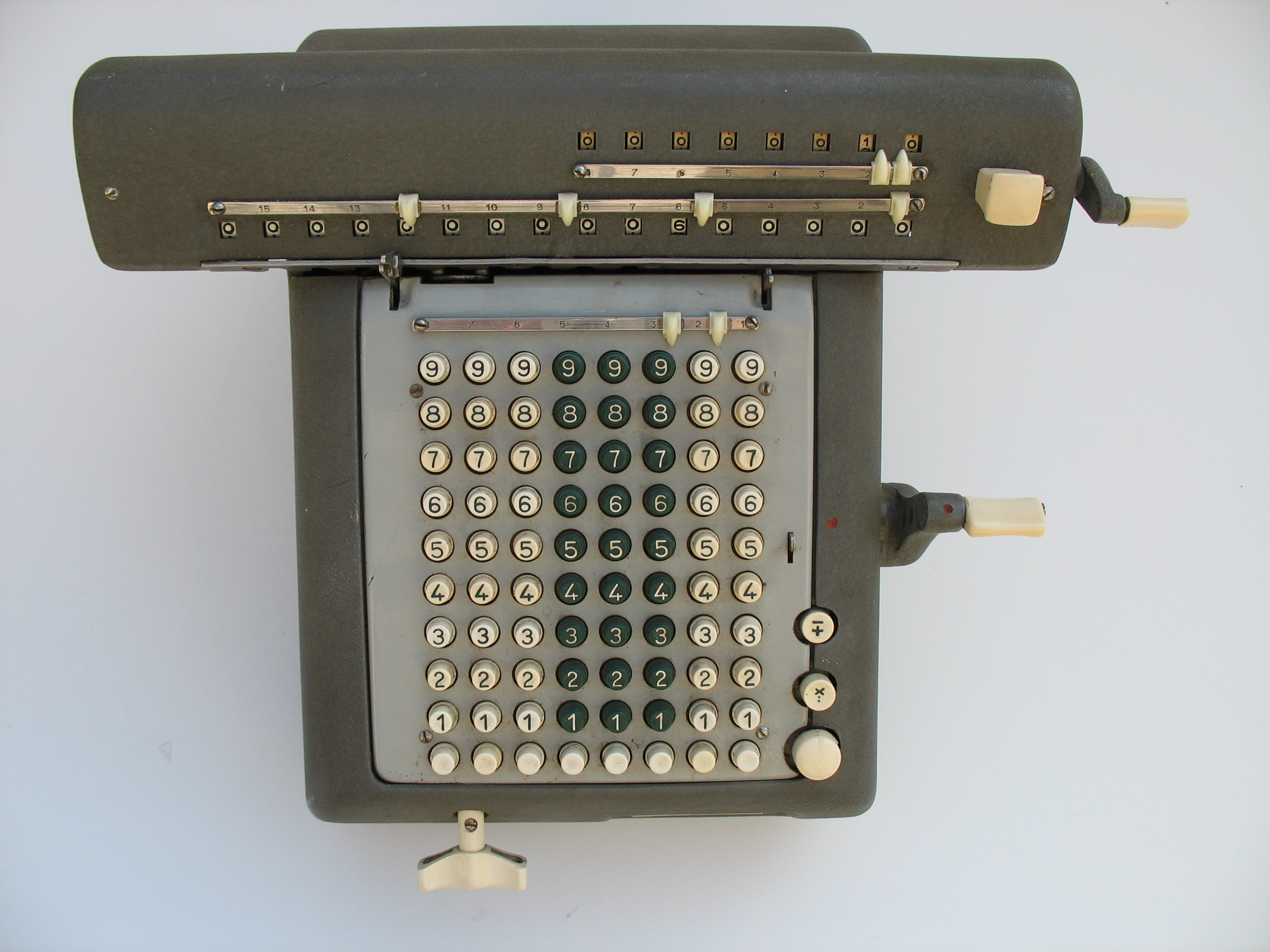
Nisa K.
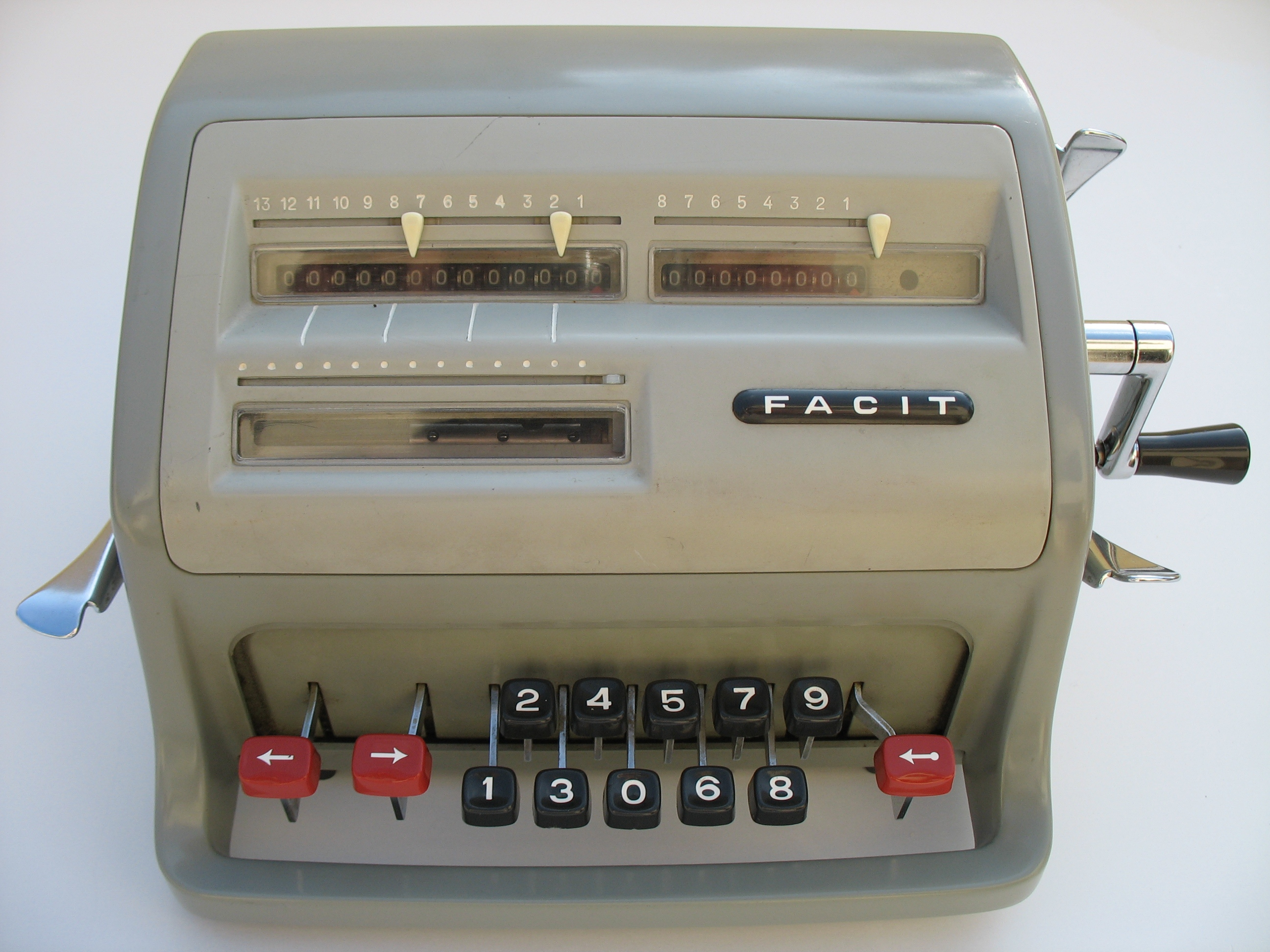
Facit GMBH.
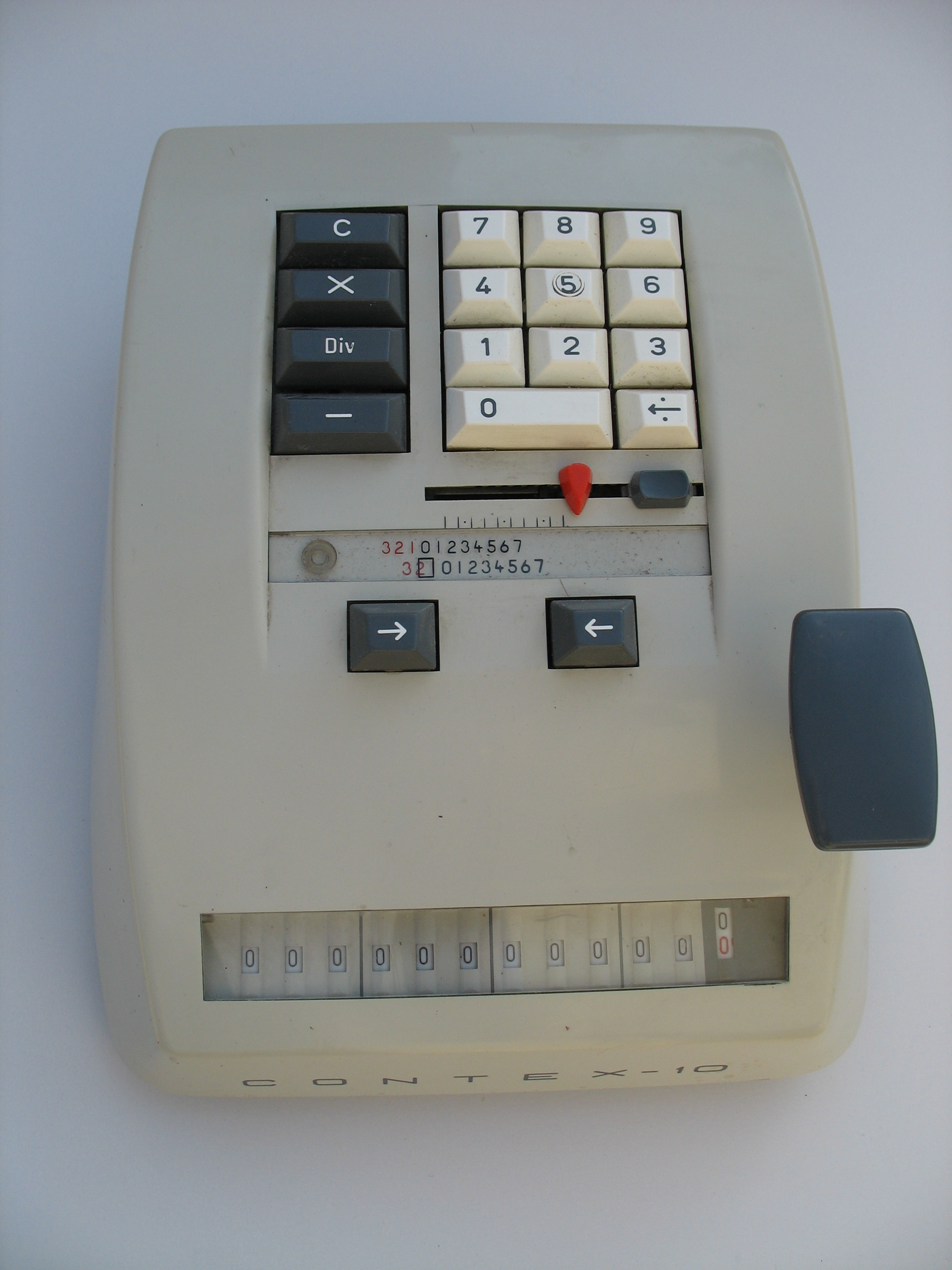
Contex 10 (additionneuse imprimante manuelle).
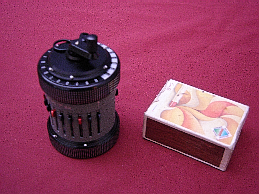
Curta, 1948.

## Machines à calculer électromécaniques
Le principal progrès de l’électricité a été de remplacer la « manivelle » des machines à calculer « à curseurs » par un moteur électrique. Ce moteur permettait de rendre les calculs moins pénibles et plus rapides.
Contrairement aux machines à curseurs, elles imprimaient leurs calculs. Les calculatrices à imprimantes étaient d'abord limitées aux additions et aux soustractions (d'où leur nom d'« additionneuses »), puis les premières « multiplicatrices » apparurent au début des années 1960.
Vers 1963, seuls les constructeurs Olivetti avec sa Divisumma 24 et Remington avec sa Pringtime, avaient mis sur le marché une « 4 opérations imprimante »[réf. nécessaire].

## Calculatrices électriques
La Casio 14-A est la première calculatrice compacte entièrement électrique du monde commercialisée par Casio en juin 1957.

## Calculatrices électroniques

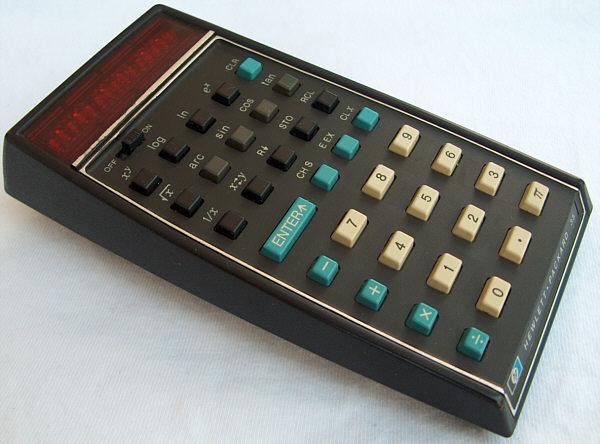
HP-35, la première calculatrice électronique scientifique portable.

La calculatrice électronique ne descend pas des calculatrices mécaniques, mais bien des premiers ordinateurs. Les calculs y sont exécutés en binaire, sans l'intervention de la moindre mécanique. Le chemin de la miniaturisation durera près de vingt ans avant que la calculatrice électronique ne détrône, au milieu des années 1970, les machines mécaniques et les règles à calcul omniprésentes.
Les premières calculatrices électroniques ont d'abord été de bureau à cause de leur poids, de leur taille et de la nécessité de les alimenter sur le secteur. Leur affichage était fréquemment réalisé avec des tubes Nixie.

### Histoire
En 1961, ANITA Mark VII et Mark VIII sont les premières calculatrices électroniques destinées au grand public, composées de tubes à vide pour l'électronique et de tubes Nixie pour l'affichage.
En 1963, la Friden EC-130 est la première calculatrice électronique utilisant les transistors et la notation polonaise inverse.
En 1965, l'Olivetti Programma 101 est la première calculatrice programmable, avec branchement conditionnel et inconditionnel, et un stockage des programmes sur carte magnétique.
Les premières calculatrices « grand public » sont apparues ensuite lorsque la miniaturisation des composants (avec en particulier les premiers circuits intégrés) et la baisse de leur coût ont permis de fabriquer des machines à calculer de petite taille alimentées par des piles ordinaires ou des batteries rechargeables.
En 1967, la société américaine Texas Instruments crée un premier prototype et en dépose le brevet.
En janvier 1971, la première véritable calculatrice de poche et électronique, avec un écran DEL est la LE-120A de Busicom.
En septembre 1971, la première calculatrice électronique ayant été mise sur le marché français est ICC-804D de Sanyo.
La première calculatrice de poche vendue en France est la TI-2500 Datamath qui arrive à Paris le 12 octobre 1972. Son prix de 970 francs français est alors équivalent au salaire mensuel d'un instituteur.
Les premières calculatrices de poche spécialisées sont commercialisées dans les années 1970, avec :
- 1972 : HP-35, calculatrice scientifique et Texas Instruments TI-2500 Datamath[9] (calculatrice scientifique) ;
- 1973 : HP-80, calculatrice financière et HP-46, calculatrice avec imprimante interne, Texas Instruments SR-10 et SR-11 (notation scientifique, carré, racine carrée et opposé) ;
- 1974 : HP-65, calculatrice programmable, Texas Instruments SR-50 (calculatrice scientifique avec fonction logarithme et trigonométrie) ;
- 1975 : modèles Cambridge et Scientific de Sinclair Research, Texas Instruments SR-52 (programmable) ;
- 1976 : calculatrice scientifique TI-30 et Sharp EL8026 solaire ;
- 1977 : HP-01, première montre avec calculatrice intégrée.

### Affichage
L'affichage des résultats de calculs des premières calculatrices se faisait successivement au moyen de :
1. Autant de tubes Nixie que de chiffres à afficher[c] ;
2. Autant d'afficheurs à sept segments que de chiffres à afficher et constitués de diodes électroluminescentes d'abord rouges puis de diverses couleurs ;
3. Un écran à cristaux liquides capable de visualiser d'abord uniquement des chiffres puis tout type de caractères, d'abord en noir et blanc[d] puis en couleur.

### Opérations
Les premières machines mécaniques n'effectuaient que les additions/soustractions. Les premières machines électromécaniques puis électroniques pouvaient effectuer les quatre opérations arithmétiques. La grande différence des machines électroniques avec les machines mécaniques ou électromécaniques est l’exécution des opérations en silence et instantanément. Il fallait plusieurs secondes pour une multiplication et 10 à 20 minutes pour une division avec la très performante Olivetti Divi24 électromécanique. Peu de temps après, quelques-unes surent effectuer des racines carrées. D'abord de bureau, avec ou sans mémoire(s) elles sont de taille importante ; au moins 30 × 30 cm environ (Casio, Friden, Sharp, Adler, etc.) et équipées de tubes Nixie (12, 14 voire 16 tubes).

### Miniaturisation
Dans les années 1970, elles se miniaturisent pour devenir portables grâce à l'affichage à sept segments (généralement des diodes) puis très vite, elles deviennent de poche (Sanyo, Canon, Adler, etc.) grâce à l'utilisation de piles ou d'accumulateurs d’électricité et un écran à cristaux liquides.
Une autre avancée fut l'apparition du bloc d'impression Seiko qui équipera très longtemps la plupart des calculatrices électroniques de bureau[réf. nécessaire].
Dès qu'elles respectèrent les priorités entre opérations et que les fonctions trigonométriques apparurent, on parla de calculatrices scientifiques (par exemple Hewlett-Packard avec la HP-35 sortie en 1972).
De nos jours, les calculatrices graphiques disponibles au public sont parmi les plus performantes. Permettant d'afficher la représentation graphique d'une fonction, elles sont notamment produites par Texas Instruments, Casio, Hewlett-Packard et dans une moindre mesure par Sharp ou Brother.

### Calculatrices scientifiques
Dès le milieu des années 1960, Hewlett-Packard optant pour la notation polonaise inverse produit les calculatrices de bureau, de la série HP-98XX, dont l'efficacité et la précision dépassent sensiblement celles des autres marques. Dès l'introduction de sa première calculatrice scientifique de poche en 1972, la HP-35 (qui doit son nom au nombre de touches), la firme Hewlett-Packard s'impose dans la communauté scientifique et chez les étudiants.
En 1974, Texas Instruments produit la calculatrice scientifique SR-50 avec des fonctionnalités similaires à celles d'HP.

### Prix
Le prix des calculatrices basiques est aujourd'hui très faible (moins d'une heure de travail), mais il n'en a pas toujours été ainsi. Pour l'anecdote, au début des années 1970, les premières calculatrices scientifiques de poche HP-35 coûtaient à peu près la moitié du salaire mensuel d'un enseignant. Il était donc hors de question de les mettre sans protection à disposition d'un public d'étudiants, c'est pourquoi HP vendait également un « socle » destiné à recevoir ces machines. Les calculatrices ne supplantèrent la règle à calcul qu'au milieu des années 1970.

### Évolution
On distingue les calculatrices simples « quatre opérations », les calculatrices financières, les calculatrices scientifiques, graphiques ou non, et les calculatrices formelles.
Les évolutions postérieures furent les suivantes :
1. Une ou plusieurs mémoires pour stocker les résultats intermédiaires ;
2. Mémoire active (M+, M-) ;
3. Mémoires statistiques (somme des x, somme des x2, nombre de valeurs) ;
4. Puis, parallèlement :
  - affichage par cristaux liquides (LCD), beaucoup moins gourmands en énergie que les diodes électroluminescentes (DEL),
  - alimentation par photovoltaïsme lorsque l'affichage par cristaux liquides fut au point[h],
  - foisonnement de fonctions (mathématiques, statistiques, financières, hexadécimal, etc.) sur des calculatrices courantes (et non haut de gamme comme les calculatrices graphiques) ;
5. programmation (au début, quelques pas de programme, dans un langage de bas niveau) ;
6. écrans mode texte puis graphique, puis couleur.

Quelques calculatrices électroniques
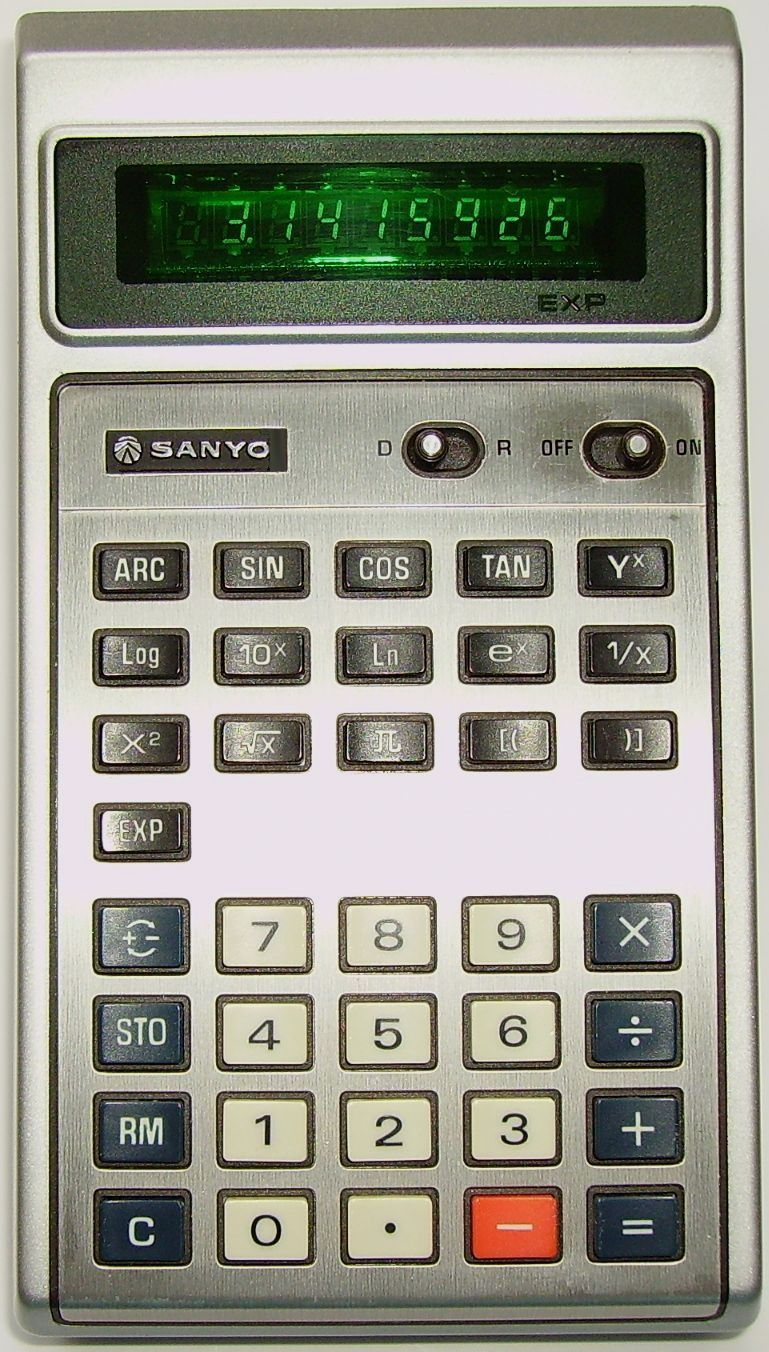
Calculatrice scientifique Sanyo CZ-8127[i], 1975.
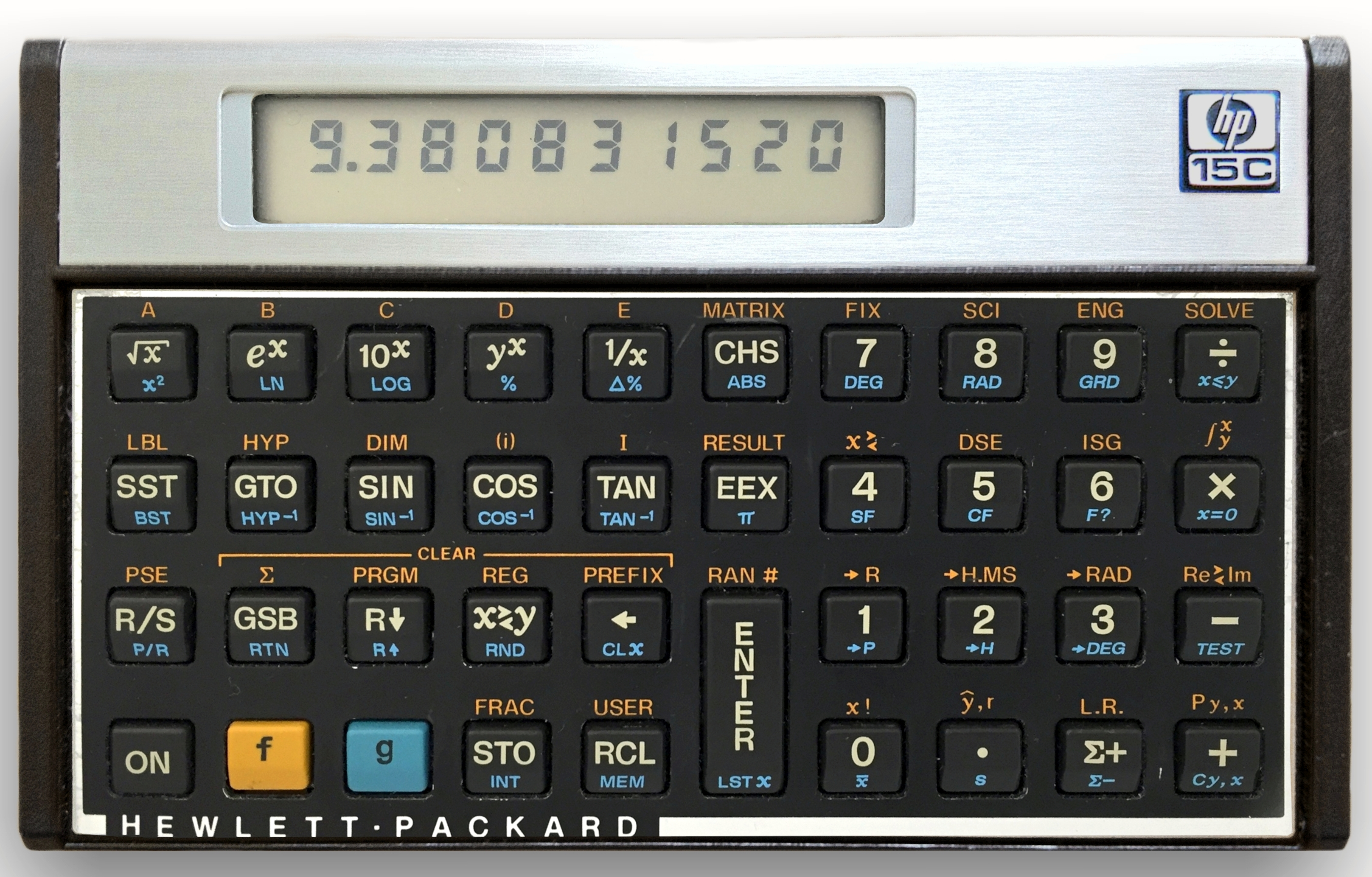
Calculatrice scientifique programmable HP-15C à notation polonaise inverse, 1982.
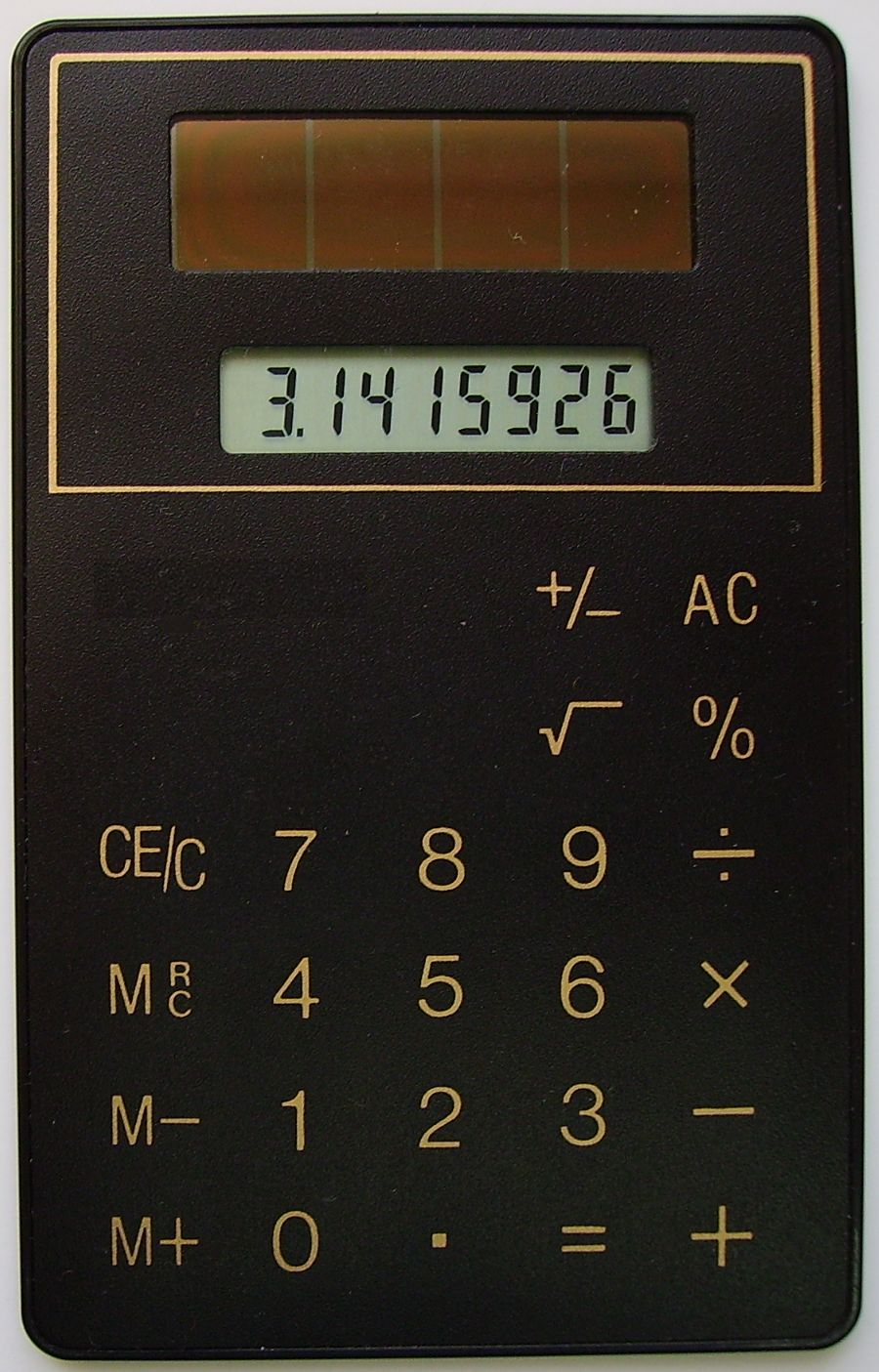
Calculatrice solaire ultraplate (épaisseur ~2 mm), 1990.
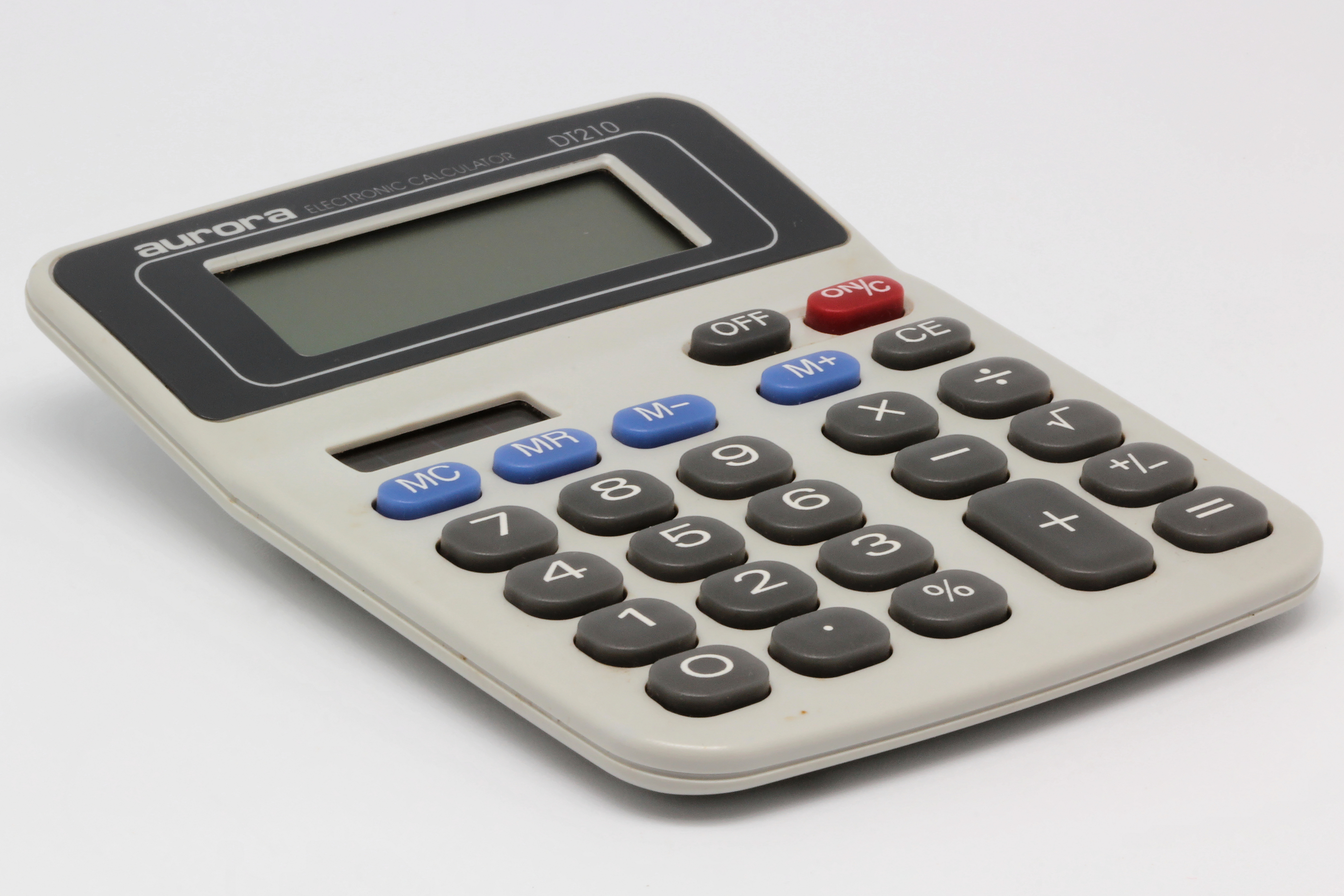
Calculatrice électronique « basique »[j].
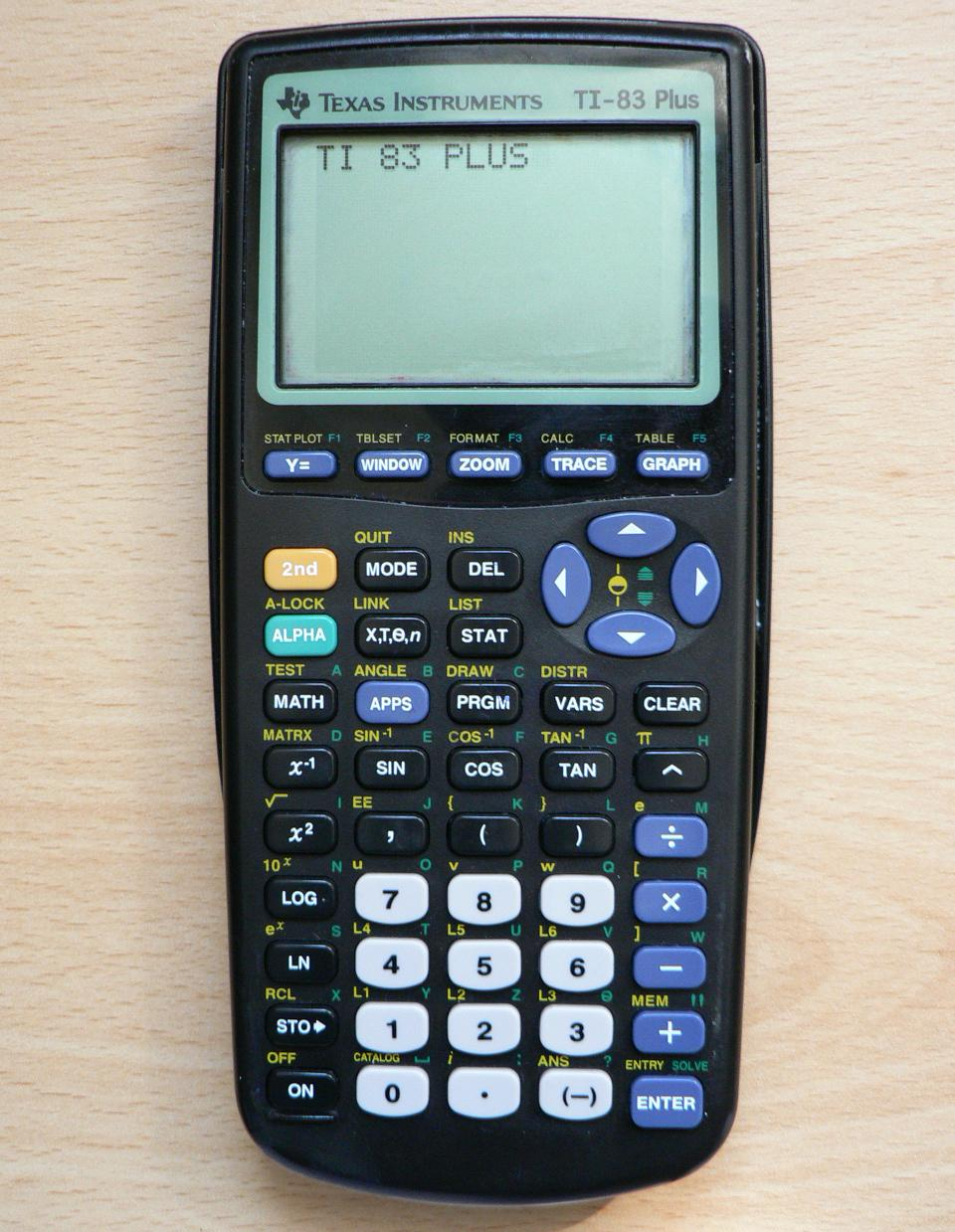
Calculatrice scientifique TI-83 Plus.
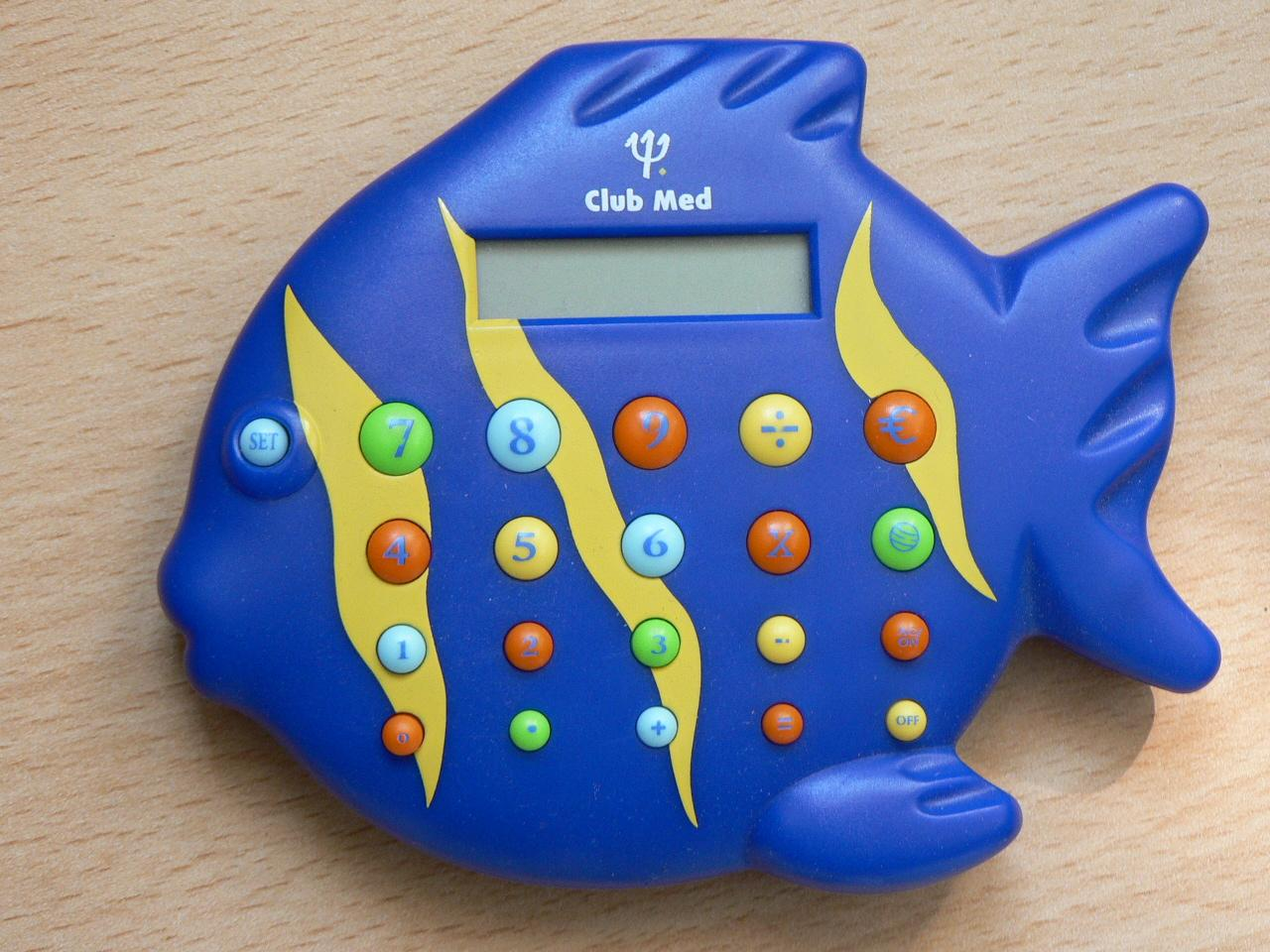
Calculatrice fantaisie.
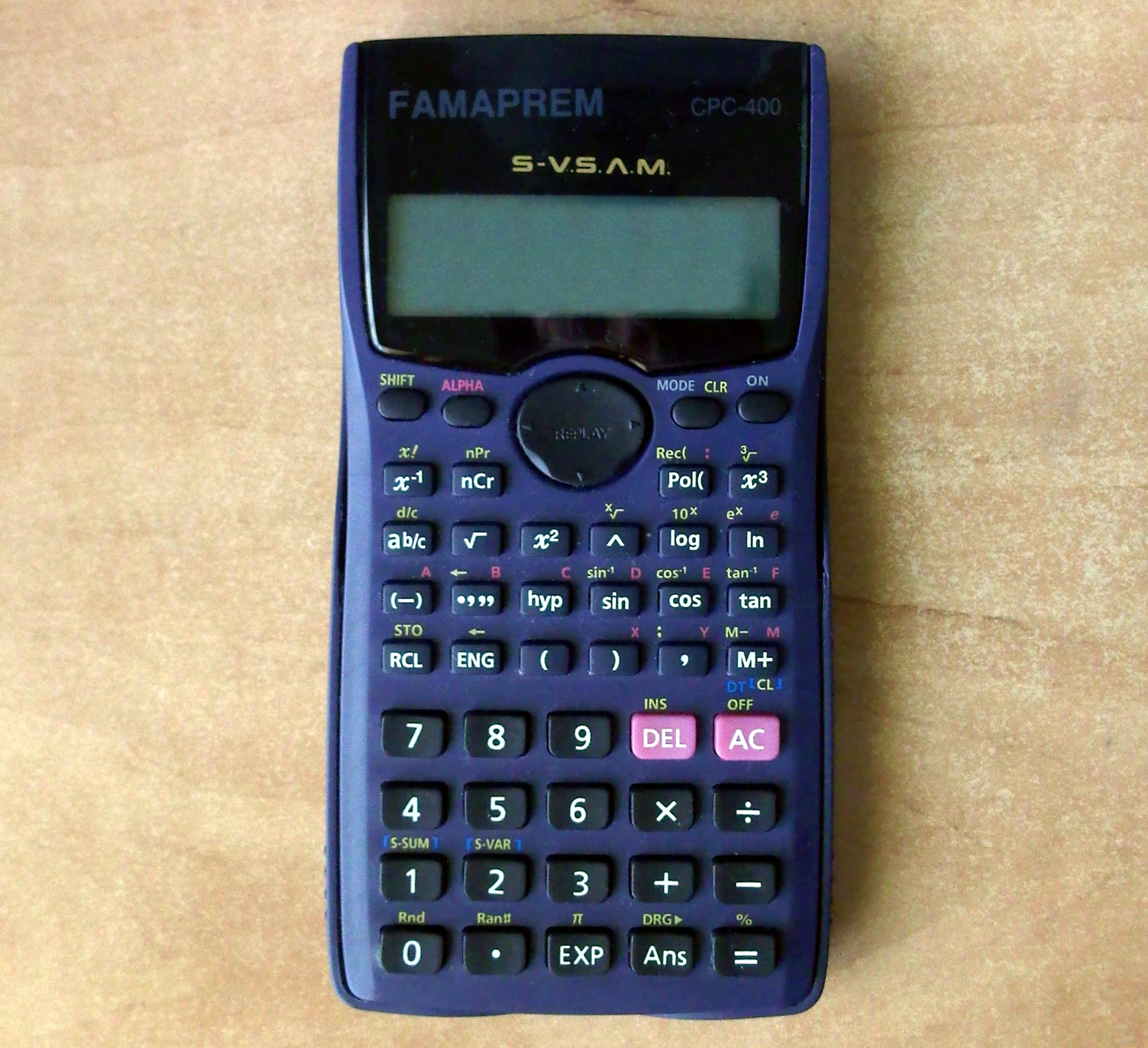
Calculatrice scientifique Famaprem CPC-400.
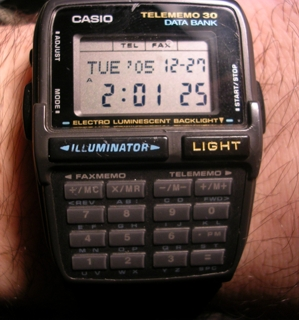
Montre Casio avec une calculette intégrée.

Une fonction calculatrice est également incluse dans les ordinateurs de bureau, portables ou non, dans tous les systèmes d'exploitation grand public, dans les assistants personnels et dans la quasi-totalité des téléphones mobiles actuels.

### Marché scolaire
Le marché de la calculatrice scolaire en France est un duopole formé autour de l'américain Texas Instruments et du japonais Casio. Casio domine le marché au début des études secondaires, le collège, là où TI a la part de marché la plus importante en fin de secondaire, au lycée, et dans les études scientifiques supérieures,. Aux États-Unis, TI est en situation de quasi-monopole, avec 93 % de part de marché. Un marketing poussé vise les professeurs de mathématiques et de physique, lesquels préfèrent souvent imposer un même modèle dans leur classe, plus pratique car les fonctionnements sont différents d'une marque à l'autre. En conséquence de quoi, les calculatrices coûtent cher, disposent souvent de fonctions trop avancées pour les élèves, et les marges des fabricants sont élevées : elles s'élèveraient ainsi à plus de 50 % pour TI,. Le modèle 84 Plus de TI dont le coût de revient est estimé à 15 ou 20 $ se vend ainsi 120 $ aux États-Unis, le même prix que lors de son lancement en 2004. L'entreprise fait du lobbying pour que des cours d'algèbre soient obligatoires au Texas, et ainsi assurer ses ventes.